# Gare de Yosano
La gare de Yosano (与謝野駅, Yosano-eki) est une gare ferroviaire localisée dans la ville de Yosano, dans la préfecture de Kyoto, au Japon. La gare est exploitée par la compagnie Kyoto Tango Railway, sur la ligne Miyazu.

## Histoire
La gare ouvre le 31 juillet 1925 sous le nom de Tango-Yamada (丹後山田駅, Tango-Yamada-eki). Elle est renommée Nodagawa (野田川駅, Nodagawa-eki) en 1990 à l'occasion du transfert de la ligne Miyazu à la compagnie Kitakinki Tango Railway. La gare prend son nom actuel le 1er avril 2015 lorsque Kitakinki Tango Railway abandonne l'exploitation de la ligne au profit de la compagnie Kyoto Tango Railway.

## Disposition des quais
La gare de Yosano est une gare disposant de deux quais et de trois voies
| N° de voie | Ligne        | Direction |
| ---------- | ------------ | --------- |
| 1          | ▆ KTR Miyazu | Miyazu    |
| 2          | ▆ KTR Miyazu | Toyooka   |
| 3          | ▆ KTR Miyazu | Miyazu    |
| 3          | ▆ KTR Miyazu | Toyooka   |

## Gares/Stations adjacentes
| Kyoto Tango Railway |              |               |              |                    |
| Direction Toyooka   | Ligne Miyazu | Ligne Miyazu  | Ligne Miyazu | Direction Miyazu   |
| Kyōtango-Ōmiya T18  |              | Rapid Service |              | Amanohashidate T15 |
| Kyōtango-Ōmiya T18  |              | Local         |              | Iwatakiguchi T16   |

- Les Limited Express Hashidate et Tango Relay s'arrêtent à cette gare

| Limited Express |  |             |  |                |
| Amanohashidate  |  | Hashidate   |  | Kyōtango-Ōmiya |
| Amanohashidate  |  | Tango Relay |  | Kyōtango-Ōmiya |